# Université lusophone des humanités et technologies
 (janvier 2019).
Si vous disposez d'ouvrages ou d'articles de référence ou si vous connaissez des sites web de qualité traitant du thème abordé ici, merci de compléter l'article en donnant les références utiles à sa vérifiabilité et en les liant à la section « Notes et références ».
L'université lusophone des humanités et technologies (en portugais : Universidade Lusófona de Humanidades e Tecnologias (ULHT)), appelée aussi plus simplement université lusophone, est une université privée fondée en 1987 à Lisbonne.
Elle est la plus grande université privée portugaise et la principale institution du Grupo Lusófona, qui administre d'autres universités et collèges au Portugal, au Brésil, au Cap-Vert, en Angola, en Guinée-Bissau et au Mozambique. En effet, la promotion de la lusophonie est considérée comme un objectif majeur de l'institution ; les étudiants des anciennes colonies portugaises y paient des frais d'écolage réduits.

## Historique
En 2005, la COFAC, la coopérative titulaire de l'université lusophone des humanités et technologies, acquiert l'université moderne de Porto qui sera renommé université lusophone de Porto.

## Organisation
- École des sciences et technologies de la santé
- École des sciences économiques et des organisations
- École de communication, architecture, arts et technologies de l'information
- École de psychologie et des sciences de la vie
- Faculté des sciences sociales, de l'éducation et de l'administration
- Faculté de droit
- Faculté d'éducation physique et du sport

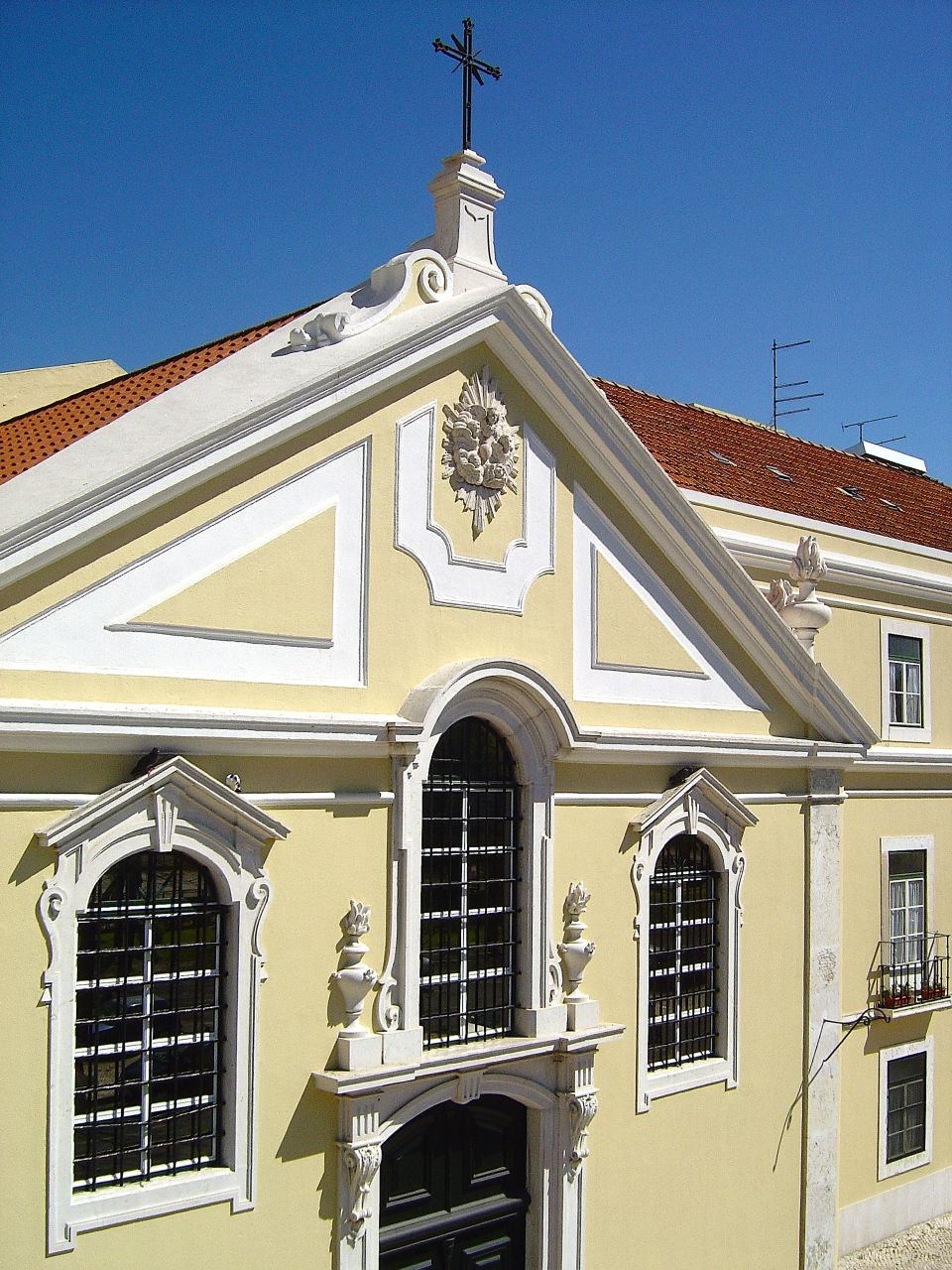
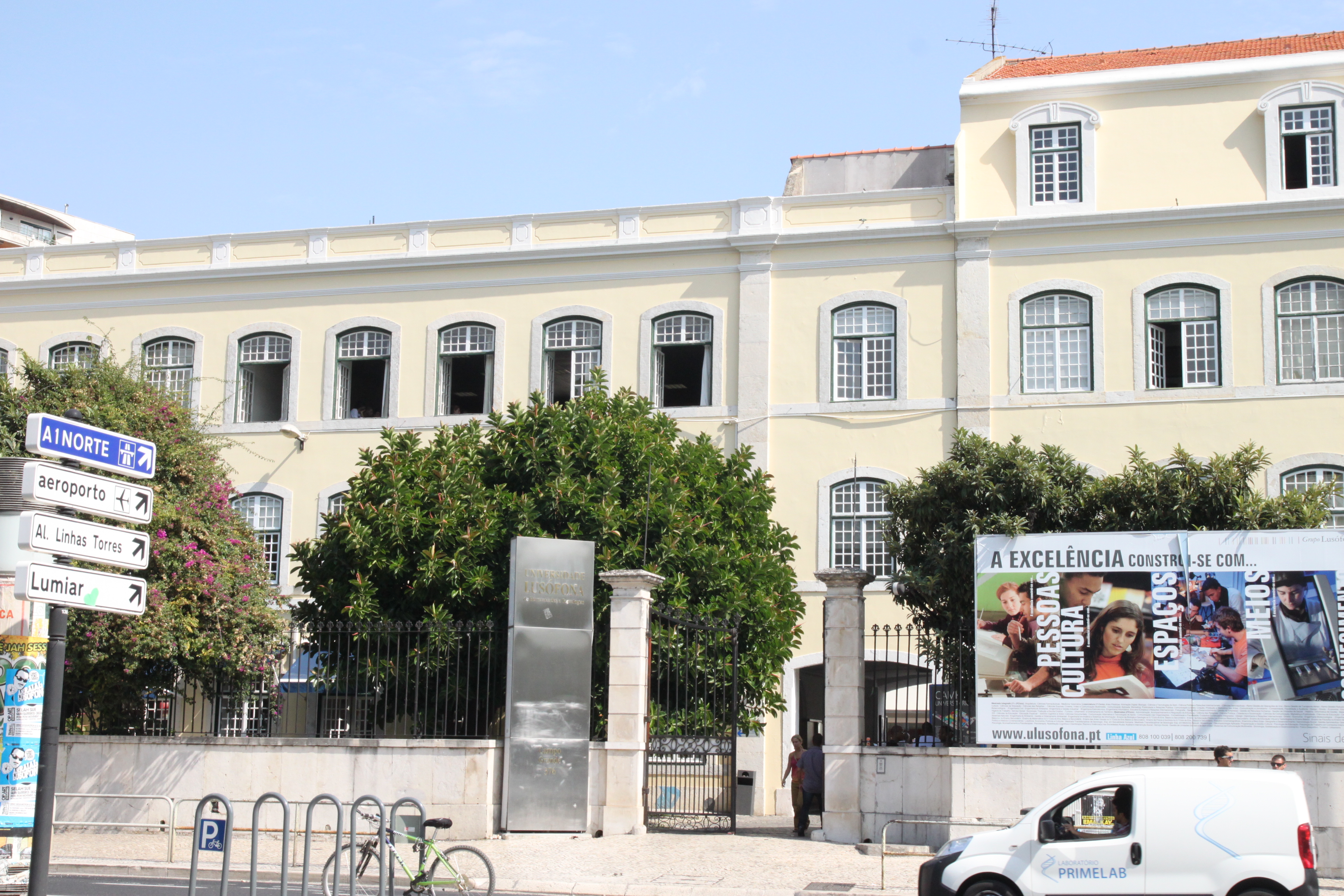
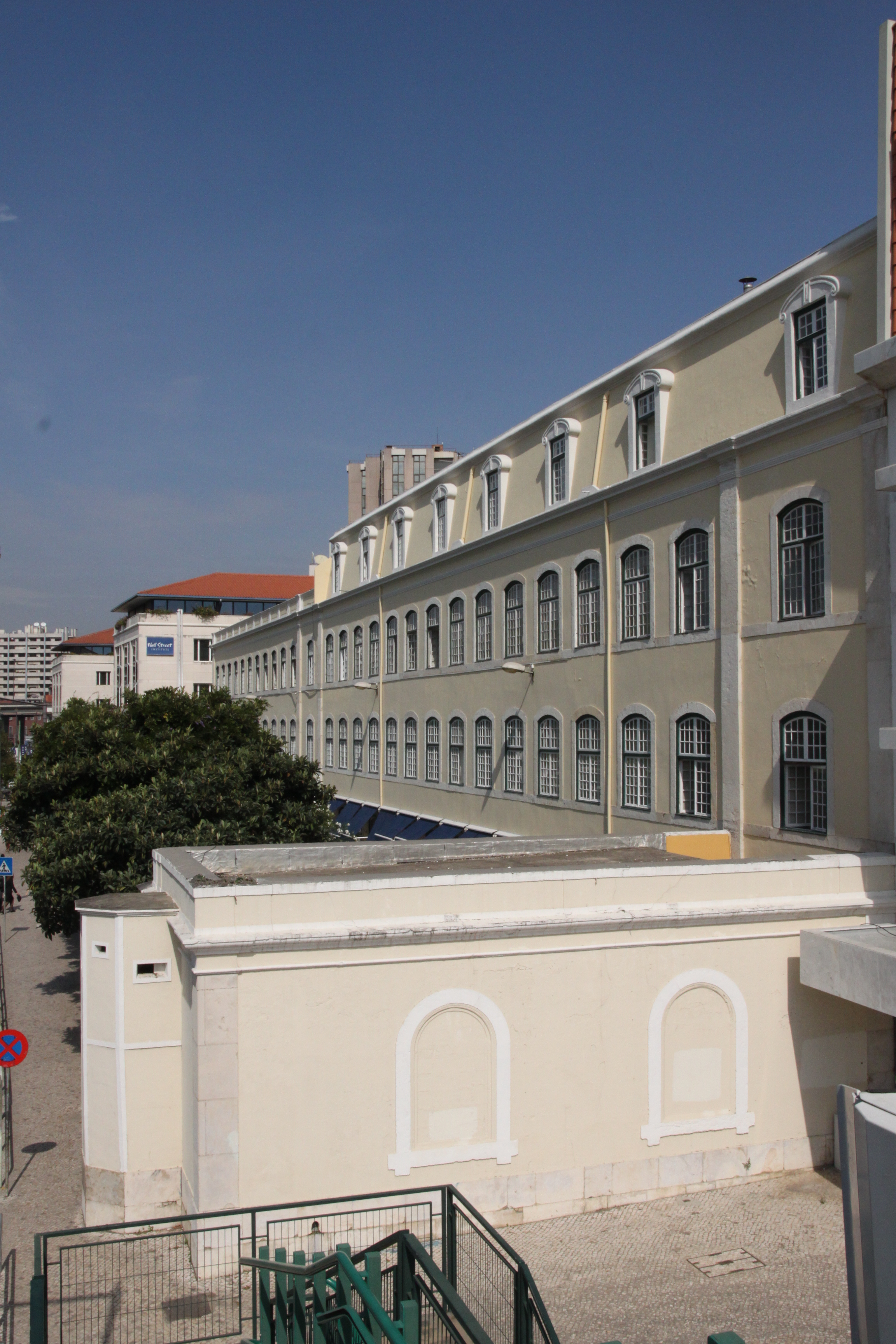

- Faculté d'ingénierie
- Faculté de médecine vétérinaire
- Institut de service social

## Anciens étudiants
- Cyrielle Raingou (? - ), réalisatrice camerounaise;
- Katya Aragão
- Mário Ferreira
- Pedro Mota Soares